# La Salada (película)
La Salada es una película argentina dramática de 2015 escrita, coproducida y dirigida por Juan Martín Hsu. El elenco está compuesto por Yun Seon Kimz, Chang Sun Kim, Ignacio Huang, Limbert Ticona y Paloma Contreras. El estreno fue el 11 de junio del mismo año. La cinta participó en muchos festivales, entre ellos el Festival Internacional de Cine de Toronto, Festival Internacional de San Sebastián y el Buenos Aires Festival Internacional de Cine Independiente (BAFICI).

## Sinopsis
La Salada es un mosaico de la experiencia del nuevo inmigrante en la Argentina, enlazado a través de tres historias que transcurren en la feria La Salada, sobre un grupo de personajes de diferentes nacionalidades que luchan contra la soledad y el desarraigo de su tierra: un padre y su hija coreana (Yun-jin) - muy tradicionalistas y conservadores - se preparan para un casamiento arreglado con otra familia; al acercarse el compromiso Yun-jin comienza a dudar de su obligación. Un joven boliviano (Bruno) acaba de llegar al país en busca de trabajo y una oportunidad para instalarse. El camino no le es fácil pero el encuentro con ciertos personajes le ayudan en su objetivo. Por último, un vendedor de DVD taiwanés (Huang) que vive solo, tiene a su familia en Taiwán y su único contacto con ellos es por teléfono, además está en la búsqueda de una novia que lo acompañe en sus noches de soledad.

## Premios y nominaciones

### Premios Sur
La décima edición de los Premios Sur se llevó a cabo el 24 de noviembre de 2015.
| Año  | Categoría         | Nominado        | Resultado |
| ---- | ----------------- | --------------- | --------- |
| 2015 | Mejor ópera prima | Juan Martín Hsu | Ganador   |